# Rheinmetall Wiesel
Pour les articles homonymes, voir Wiesel.
Le Wiesel est un véhicule blindé de combat léger aérotransportable, plus précisément véhicule blindé porte-armement. Le concept rappelle celui de la chenillette dans la taille et la forme.
Le Wiesel est en entré en service actif en 1989 et a été utilisé dans plusieurs des missions de la Bundeswehr à l'étranger (UNOSOM II, IFOR, SFOR, KFOR, TFH, ISAF).

## Histoire
Le Wiesel a été développé pour l'armée allemande afin de répondre à une exigence d'un véhicule blindé léger aérotransportable utilisé par ses troupes aéroportées, comme pour l'infanterie de la Bundeswehr. Les fantassins aéroportés étaient considérés comme incapables de lutter avec succès contre les chars de combat et véhicules blindés du Pacte de Varsovie dans les années 1970. Les exigences étaient que le véhicule devait être transporté par les avions de transport de l'OTAN et pouvait éventuellement être parachuté. Il devait être en mesure de lutter contre l'infanterie ainsi que des chars ennemis ou des aéronefs. Porsche produisit quelques prototypes des futurs véhicules de combat de la Bundeswehr en 1975, mais la Bundeswehr a arrêté le projet en 1978 en raison du manque de fonds. Néanmoins Porsche n'arrête pas le développement de ce véhicule à cause de l'intérêt manifesté par d'autres pays.
Le Wiesel a finalement été introduit en tant que système d'armes nouvelles pour la Bundeswehr avec des livraisons à partir de la fin des années 1980. Le véhicule a été nommé Wiesel (Belette) en raison de sa petite taille et son agilité, qui le rendent très difficile à détecter sur le champ de bataille.

## Configuration

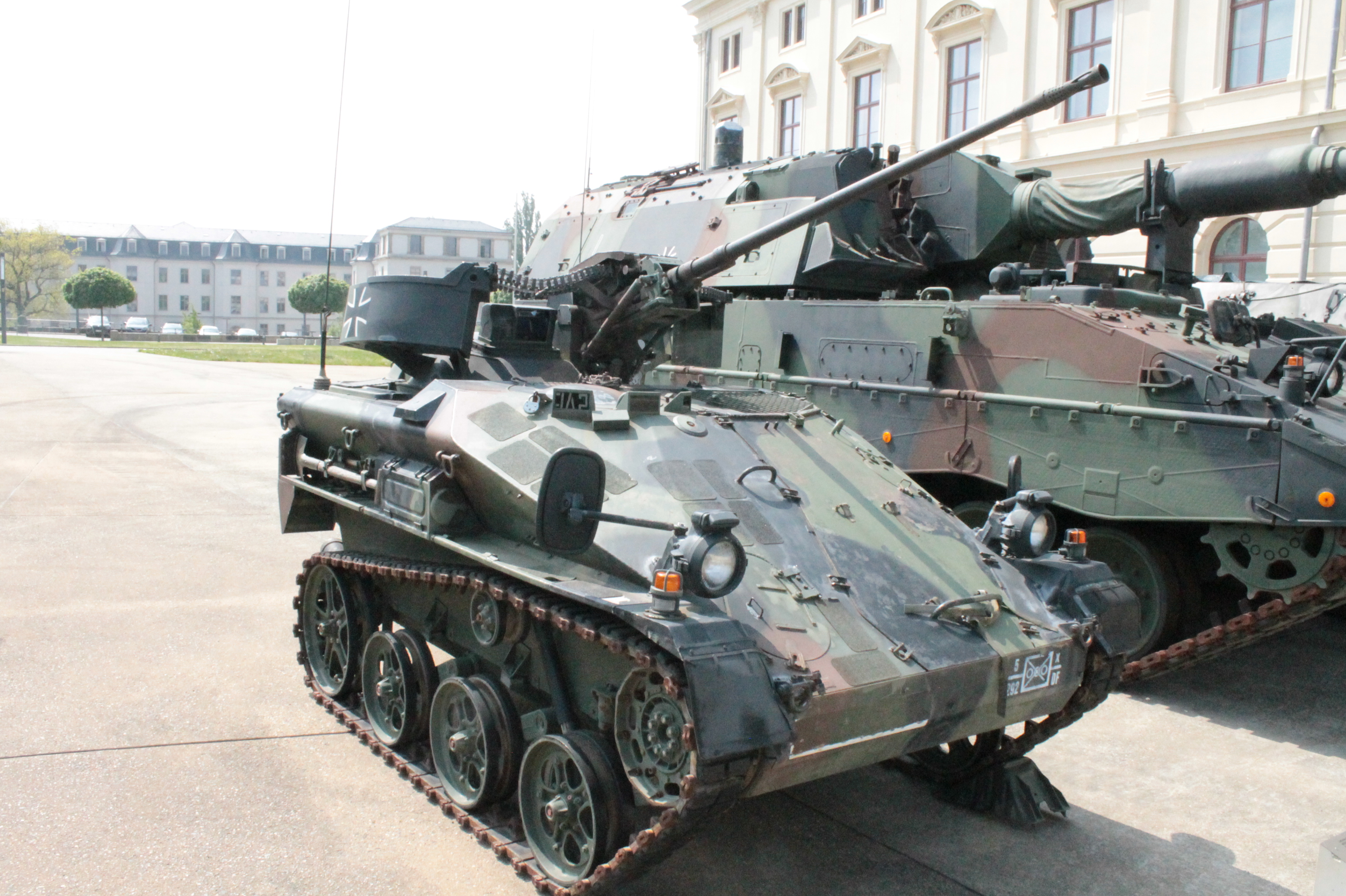
Wiesel 1 MK20 (1991) Bundeswehr Military History Museum, Dresden.

Selon la configuration exacte, la longueur est d'environ 3,55 mètres, la hauteur 1,82 mètre, et la largeur de 1,82 mètre. Avec seulement 2,75 tonnes, il pèse moins que les camionnettes militaires blindées des États-Unis Humvee. Le moteur est un Audi 2.1-litre moteur diesel de 85 ch couplé à une transmission automatique ZF de six rapports avant et deux arrière donnant une vitesse de pointe de 70 km/h. Avec ses chenilles de 200 mm de large et sa garde au sol de 300 mm, le Wiesel peut traverser des rivières de 0,5 m de profondeur, enjamber une tranchée de 1,2 m et franchir des pentes de 60 %.
Bien que conçu par Porsche qui a remporté le marché parmi les 19 constructeurs en lice, le Wiesel est fabriqué par Rheinmetall AG et les livraisons commencèrent en 1990.
Le châssis est constitué d'un blindage en acier soudé qui lui permet de résister à des tirs d'armes de petit calibre de 5,56 mm et 7,62 mm, ainsi qu'aux éclats d'obus d'artillerie.

Le parachutage du véhicule, à partir d'un avion à l'aide de parachutes, a été testé, mais sans succès, les quatre essais ayant détruit les véhicules. Néanmoins, le Wiesel peut facilement être transporté par des hélicoptères de transport, un seul hélicoptère CH-53 Sea Stallion pouvant voler avec deux Wiesel à la fois, 1 dans la soute et un suspendu sous élingue, tandis que les avions de transport classiques type C-160 Transall peuvent en transporter quatre ou plus.

## Variantes
Différentes versions du Wiesel existent, avec des configurations d'armes différentes, y compris mitrailleuses, missile antichars et missiles antiaériens.

### Wiesel 1
- Wiesel 1 Aufklärung : reconnaissance

#### Wiesel 1 mit Fahrschulausstattung

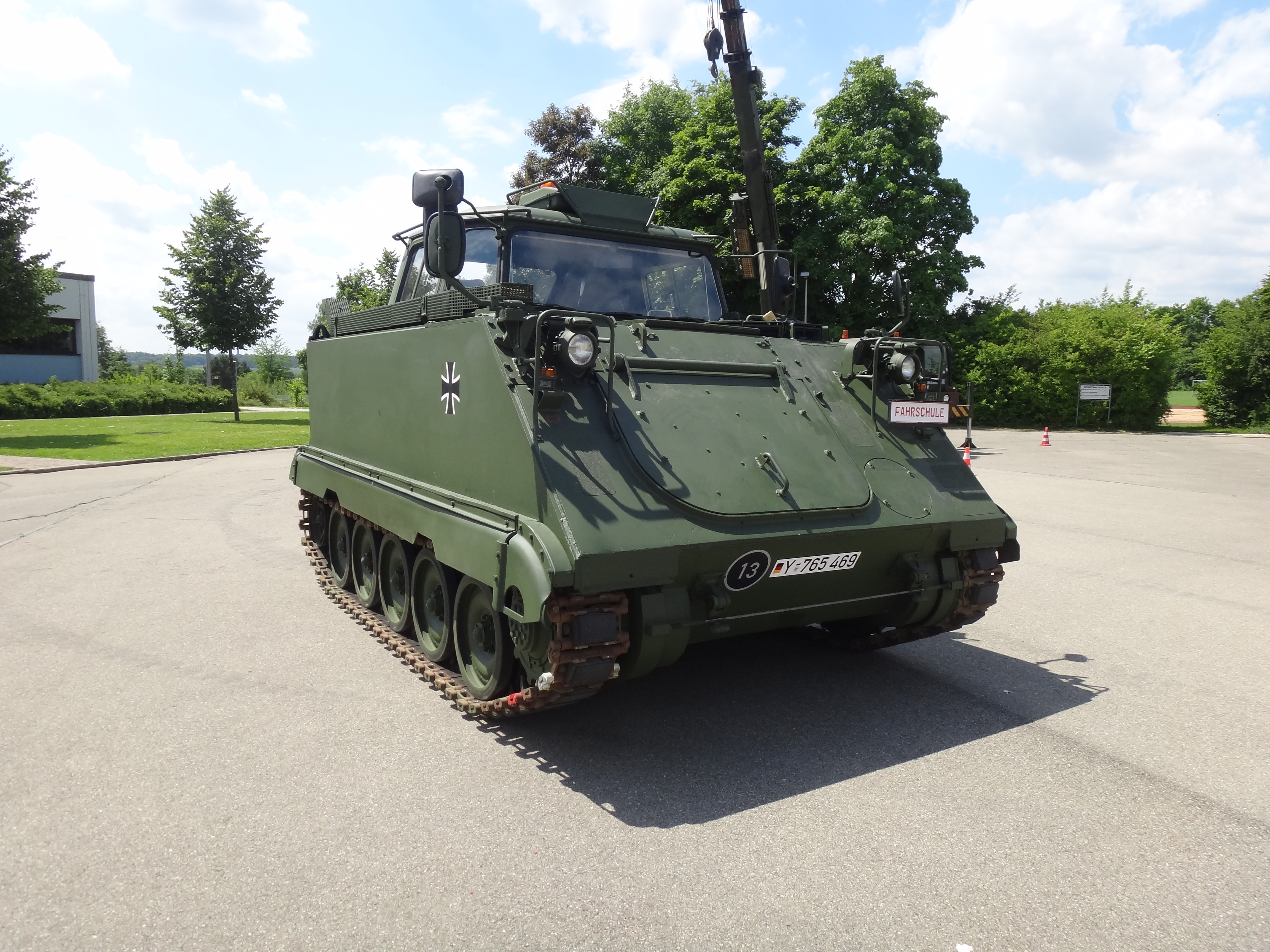
Schulpanzer M113

La formation à la conduite permettant au futur conducteur de Wiesel d’obtenir le permis de conduire BF, la formation se faisait sur la version Schulpanzer du M113 jusqu'en 2004. Le permis n'est dispensé quand dans deux écoles de conduite, la Kraftfahrausbildungskompanie Fahrsimulator Kette de Hammelburg et de Dornstadt.
La formation pour le Wiesel 1 a été effectuée au niveau du bataillon dans les bases d'origine. À l'origine, la formation des conducteurs du Wiesel 1 était dispensée dans les Fahrschulgruppen (écoles de conduite) de Stetten am kalten Markt et de Wildeshausen. Le 2 avril 1994, dans le cadre de la réorganisation de la formation des chauffeurs militaires, les deux écoles ont été restructurées et ont reçu la désignation de "Kraftfahrausbildungszentrum", ce qui signifie centre de formation des chauffeurs. Le 1er juillet 1998, les deux centres de formation des conducteurs ont été dissous. Leurs tâches ont été confiées à la Kraftfahrausbildungskompanie Fahrsimulator Kette (société de formation des conducteurs/simulateur de conduite de véhicules à chenilles) à Fürstenau et Külsheim.
Étant donné qu'environ 300 conducteurs Wiesel sont formés chaque année, le besoin d'un véhicule de formation des conducteurs Wiesel 1 a été identifié. Krauss-Maffei Wegmann GmbH & Co. KG a été chargée de transformer 24 Wiesel 1 TOW en véhicules d'entraînement à la conduite. Au cours de l'été 2000, après 14 mois de développement et d'essais, le premier Wiesel 1 doté d'un équipement d'entraînement à la conduite est entré en service. La Kraftfahrausbildungskompanie Fahrsimulator Kette de Fürstenau a contribué au développement du véhicule. En janvier 2003, la Kraftfahrausbildungskompanie Fahrsimulator Kette de Munster a également été chargée de former les conducteurs de Wiesel. Cependant, en décembre 2003, les trois entreprises de formation de conducteurs/ simulateurs de conduite ont reçu l'ordre d'arrêter la formation des conducteurs de Wiesel. Depuis janvier 2007, les seuls établissements qui forment des conducteurs Wiesel pour la Bundeswehr sont la Kraftfahrausbildungskompanie Fahrsimulator Kette à Dornstadt et à Hammelburg.

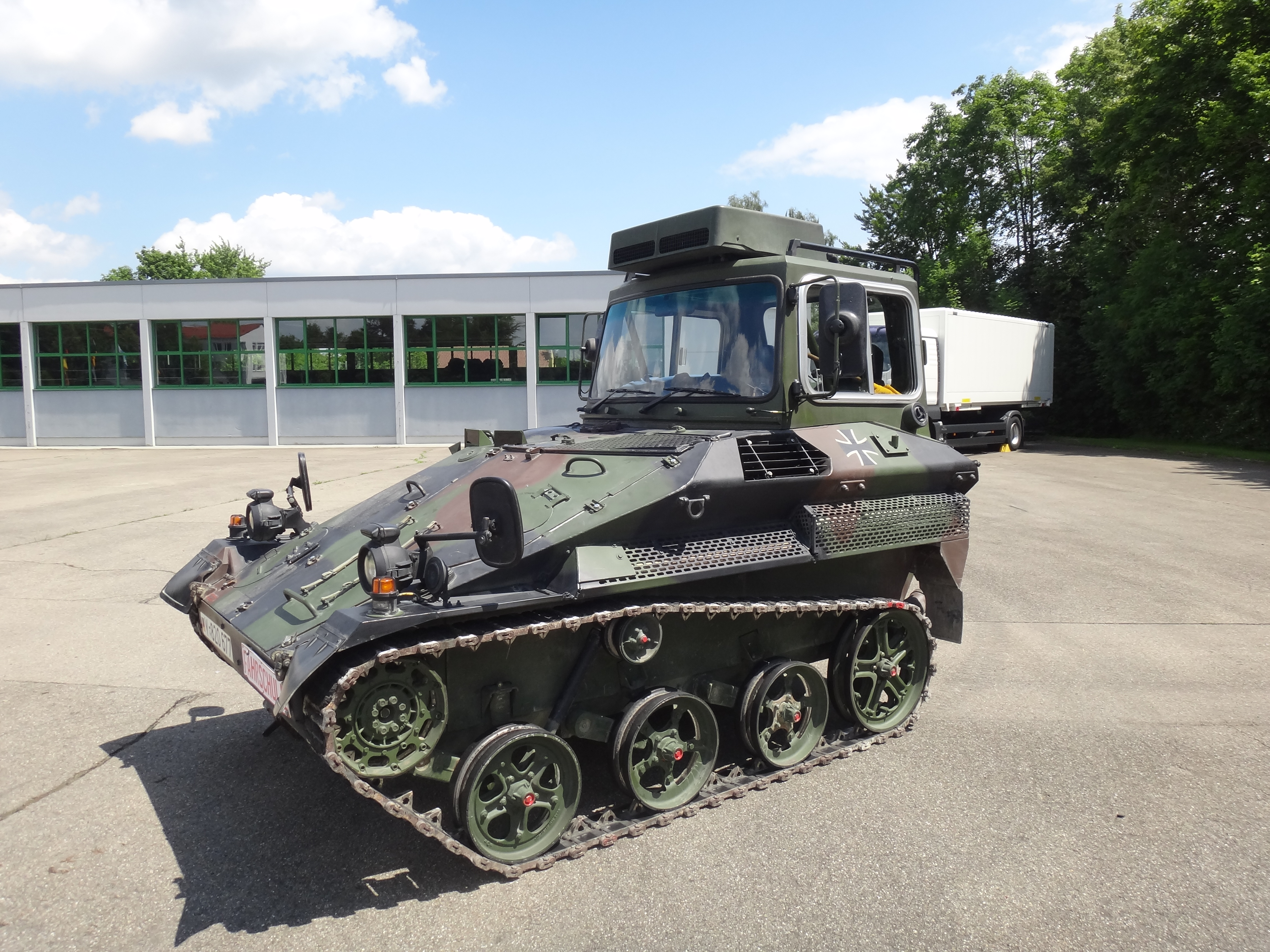
Wiesel 1 mit Fahrschulausstattung

La conversion du Wiesel 1 TOW en un Wiesel 1 avec équipement de formation à la conduite comprend le montage d'une cabine avec de grands pare-brises. La cabine offre de la place à l'instructeur de conduite et à une deuxième personne, par exemple un deuxième élève, tout en leur offrant une bonne vue d'ensemble de la route. L'équipage accède à la cabine par une petite échelle située à l'arrière du véhicule et par la fenêtre à charnière qui s'ouvre vers la droite. La fenêtre à charnières est équipée d'un système d'essuie-glace intégré. Sur le côté de la cabine, de grands rétroviseurs ont été montés avec un système de chauffage. Le moniteur de conduite est assis juste derrière le conducteur. Il est équipé de son propre volant qui lui permet de passer outre à la direction du conducteur si nécessaire. Le système de direction du Wiesel 1 de formation à la conduite est identique à celui du Wiesel 1 normal. La commande est assurée par une valve intégrée à la direction.
Le système de commande électronique des soupapes est contrôlé par un processeur. La vitesse des soupapes est si élevée qu'il n'y a pas de flambage en cas de reprise du contrôle par le moniteur de conduite. Un deuxième élève peut s'asseoir à gauche du moniteur. Pour permettre à l'équipage de se concentrer sur la conduite même par temps chaud en été, le véhicule a été équipé d'un système de climatisation placé sur le toit de la cabine du véhicule. Pour les mois d'hiver, un système de chauffage supplémentaire fabriqué par Webasto a été installé. Le véhicule a un poids de 2,7 tonnes. Il n'est pas équipé de système radio, mais pour la communication entre les membres de l'équipage, un système de communication intravéhiculaire est installé. Sur route, le véhicule consomme 28 litres aux 100 km, ce qui peut aller jusqu'à 40 litres aux 100 km hors route. Sur route, le véhicule a une autonomie de 280 km.
Les conducteurs sont formés dans le cadre de cours qui durent 19 jours. Chaque année, la Kraftfahrausbildungskompanie Fahrsimulator Kette de Dornstadt organise à elle seule 11 cours. Au cours de ces cours, 165 conducteurs peuvent être formés. Pour la conduite du Wiesel 2, le conducteur formé est ensuite soumis à une formation de conversion menée au niveau de l'unité.

#### Wiesel 1 Mk20
Le Wiesel 1 MK a un poids de combat de 2 881,60 kg et est équipé de la tourelle à un homme E6-II-A1 développée par KUKA-Wehrtechnik GmbH. La tourelle est équipée d'un canon mitrailleur de 20 mm Rh 202 DM 6 (de) développé par Rheinmetall. L'arme est commandée par le commandant du véhicule qui s'occupe également des tâches du tireur et du chargeur. L'accès au compartiment de combat et au poste de commandement est assuré par une trappe circulaire dans le toit de la tourelle. Les commandes mécaniques permettent de faire pivoter la tourelle de +/- 110° et d'élever le canon de la machine de -10° à +45°,.
À l'extérieur de la tourelle, de chaque côté du canon de la machine, se trouve une caisse à munitions. Les caisses à munitions sont reliées au système d'alimentation double du canon de la machine par des courroies flexibles. En général, la boîte à cartouches de gauche contient 60 cartouches perforantes (AP) et celle de droite 100 cartouches hautement explosives (HE). Le sélecteur du système d'alimentation double permet de passer d'une munition à l'autre. 240 cartouches supplémentaires peuvent être stockées dans le compartiment de combat du véhicule. La possibilité de sélectionner des munitions AP ou HE est d'une grande valeur tactique lors de combats contre des cibles blindées ou à peau tendre. Le système d'arme complet, y compris les munitions prêtes à l'emploi, pèse environ 400 kg. Le viseur PERI Z16 est monté sur le côté droit du canon. Le viseur est doté d'un grossissement sélectionnable par deux et par six. Le système de visée PERI Z16 est monté sur le côté droit de l'arme. Le périscope du viseur peut être remplacé par l'intensificateur d'image PERI Z59 Bildverstärker. Le véhicule acquiert ainsi des capacités de combat nocturne. Deux autres périscopes montés également dans la tourelle permettent au commandant du véhicule d'avoir une meilleure connaissance de la situation. Le système de communication du véhicule consiste généralement en une radio SEM 80/90, les véhicules de commandement étant équipés de deux SEM 80/90. Les radios sont montées dans des cadres enfichables montés sur la plaque de base GP 80 qui absorbe les chocs. L'ensemble est placé devant le commandant du véhicule. La communication entre le conducteur et le chef de véhicule est assurée par un système de communication intervéhiculaire. Afin de s'assurer que le Wiesel 1 MK puisse accomplir sa tâche avec succès lors des déploiements opérationnels avec l'ISAF, la KFOR et la SFOR au cours des deux dernières années, les demandes d'amélioration des capacités de combat nocturne du véhicule ont été de plus en plus fortes. Lors du déploiement des Wiesel 1 MK au sein de l'IFOR, de la SFOR et de la KFOR, ces véhicules ont été utilisés pour surveiller des zones et des objectifs, pour assurer la sécurité des points de contrôle et pour renforcer les forces qui assurent la sécurité des bases et d'autres objectifs vitaux. Les nouvelles tâches confiées au véhicule ont nécessité sa modification par l'ajout d'équipements supplémentaires afin de le rendre plus adapté. Le Autonomes Optisches Zielgerät (AOZ 2000 - Autonomous Optronic Sight Unit) développé par STN Atlas Elektronik a été choisi comme amélioration appropriée.
L'AOZ 2000 avait déjà été sélectionné pour le service au sein de la Bundesmarine (forces navales allemandes) en 1997. En l'espace de six mois, Rheinmetall Landsysteme GmbH a intégré le système dans le Wiesel 1 MK et a fourni un véhicule modifié pour les essais d'utilisation. L'AOZ 2000 a également été désigné comme "Ergänzungsausstattung Nachtsichtmodul", ce qui signifie module de vision nocturne de l'équipement supplémentaire.
Après une période de 24 mois, Rheinmetall Landsysteme GmbH a remis à la Bundeswehr le premier des 53 véhicules de série du Wiesel 1A1 MK équipés de l'AOZ 2000 lors d'une cérémonie qui s'est déroulée sur son site de production d'Unterlüß en février 2002. Les véhicules restants du premier lot de véhicules modifiés ont été livrés la même année. Un deuxième lot prévu de 23 véhicules a été livré en 2003. Les principales caractéristiques de l'amélioration de la capacité de combat étaient une vision nocturne et une capacité de combat nocturne améliorées, une capacité d'observation diurne supplémentaire sous la forme d'une caméra CCD, d'un télémètre laser et d'un système de conduite de tir informatisé. L'AOZ 2000 se compose d'un capteur, d'une unité de commande et d'un écran avec loupe (Großfeldlupe).
Le système permet à l'équipage d'engager des cibles de jour, de nuit et par faible visibilité à partir de positions statiques, tout en offrant une capacité limitée de tir en mouvement. Le système est utilisé pour la visée et la mesure de la portée. Le système de conduite de tir informatisé est relié mécaniquement au système d'arme qui est posé manuellement. L'unité de capteurs se compose du système d'imagerie thermique OPHELIOS, du système de caméra CCD-lumière du jour et du télémètre laser HALEM 2 de Carl Zeiss. Le système d'imagerie thermique OPHELIOS développé par Zeiss peut être utilisé dans deux champs de vision en large : 16,3° x 12,3° / étroit : 4,8° x 3,6°. Il permet de détecter des cibles jusqu'à une distance de 2 500 m, de les classer à une distance de 2 000 m et de les identifier jusqu'à une distance de 1 800 m. La caméra CCD-lumière du jour a un champ de vision de 4,8° x 3,6°. Le télémètre laser a une portée de 5 000 m. Le viseur PERI Z16 a été conservé et peut également être utilisé si le commandant du véhicule le décide. En équipant l'AOZ 2000, les capacités de combat ont été considérablement améliorées tout en veillant à ce que le véhicule puisse toujours être transporté par voie aérienne. Les exigences de la Division Spezielle Operationen (DSO) ont été satisfaites. L'équipage du véhicule peut désormais détecter et identifier des personnes et des véhicules jusqu'à une distance de 2 500 m, même de nuit ou par faible visibilité. En outre, l'équipage peut mesurer des distances comprises entre 50 et 5 000 mètres.

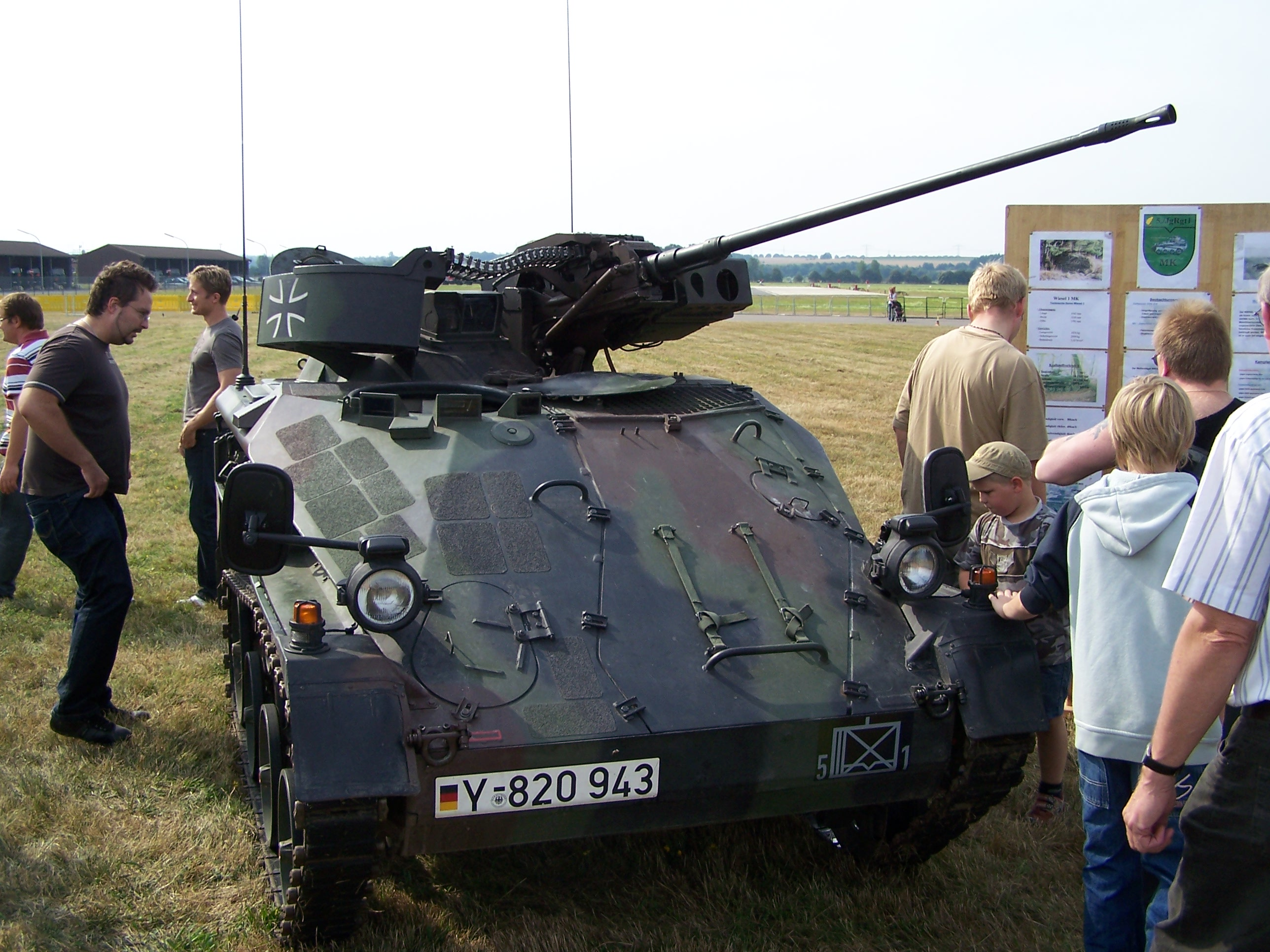
Wiesel 1A1 MK

Afin d'améliorer la formation des équipages des véhicules et de faciliter l'identification des erreurs commises par les commandants de véhicules lors de la formation aux feux de forêt, des aides à la formation ont également été demandées. Les images générées par la composante d'imagerie thermique de l'AOZ 2000 pouvaient être utilisées à cet effet. En 2004, six systèmes d'entraînement appelés "Ausbildungsaustattung Nachtsichtmodul", c'est-à-dire module de vision nocturne du système d'entraînement, ont été achetés. Grâce à ce système, un formateur peut surveiller et analyser simultanément deux commandants de véhicule pendant qu'ils effectuent leurs procédures de visée sur les champs de tir. Jusqu'à l'introduction de l'AOZ 2000, tous les Wiesel 1 équipés de mitrailleuses étaient désignés sous le nom de Wiesel 1 MK. Les véhicules améliorés sont désormais désignés sous le nom de Wiesel 1A1 MK, tandis que les véhicules sans AOZ 2000 sont désignés sous le nom de Wiesel 1A0 MK. Afin d'améliorer également les capacités de combat nocturne des véhicules restants, 25 Wiesel 1A0 MK ont été équipés du PERI Z17 BM48 WBG (Basismodul 4,8-fach Vergrößerung, Wärmebildgerät - module de base d'imagerie thermique, grossissement x4,8), un viseur périscopique. Un premier lot de 20 systèmes destinés à être montés sur des véhicules ainsi que 5 systèmes supplémentaires en réserve dans des conteneurs de transport robustes et climatisés ont été livrés en 2006. Il est prévu d'acquérir un deuxième lot de 13 systèmes supplémentaires, mais aucun financement n'a encore été accordé pour leur acquisition.
À l'origine, il était prévu d'acquérir un troisième lot d'AOZ 2000 en 2005, mais une étude de marché a montré que d'autres systèmes étaient déjà disponibles à ce moment-là. Alors que l'AOZ 2000 est doté d'un système d'imagerie thermique de deuxième génération, le PERI Z17 BM48 WBG, fabriqué par Rheinmetall Defence Electronics (RDE), est doté d'un système d'imagerie thermique de troisième génération. Le canal jour du PERI Z17 BM48 WBG peut être utilisé avec un grossissement x4 ou x8. Le système d'imagerie thermique intégré peut être utilisé dans le champ de vision large de 8,8° x 6,6° ou dans le champ de vision étroit de 2,6° x 2°. Les véhicules équipés du PERI Z17 BM48 WBG ont reçu la désignation Wiesel 1A2 MK.
Le PERI Z17 BM48 WBG, très compact, est monté dans le même espace que le PERI Z16. Il utilise même les mêmes connecteurs pour l'alimentation électrique. Si nécessaire, le PERI Z16 peut être installé ultérieurement. D'autres arguments en faveur du système conçu par RDE sont les données de performance supérieures du système par rapport à l'AOZ 2000 et la possibilité de l'utiliser en déplacement sans limitations. Un autre avantage est qu'un véhicule équipé du PERI Z17 BM48 WBG est 60 kg plus léger qu'un véhicule équipé de l'AOZ 2000, il est même 2 kg plus léger que le Wiesel 1A0 MK original. Après l'entrée en service du système d'information, de commandement et de contrôle du champ de bataille Führungsinformationssystem Heer (FülnfoSysH), les véhicules équipés de ce système et de l'AOZ 2000 ont reçu la désignation Wiesel 1A3 MK, tandis que les véhicules équipés du PERI Z17BM48 WBG et du FülnfoSysH ont été désignés sous le nom de Wiesel 1A4 MK.
Le 8 décembre 2023, la Bundeswehr publie sur son site dans la rubrique BILDER DER WOCHE (Images de la semaine en français), l'annonce d'une nouvelle variante du Wiesel, la Wiesel 1A5 MK. Les modifications apportées sont diverses et varier, des modifications internes ; un système d'imagerie thermique plus performant, un télémètre laser, un système informatique numérique Panther et du système de télémétrie et d'imagerie électro-optique EOPTRIS LR sont installés. Et des modifications externes de nouveaux phares LED, d'une caméra de recul, un plancher anti-mine et un nouveau poste de conduite.
En résumé :
- Wiesel 1 Mk20 : version appui-feu avec un canon de 20 mm, peut être aussi appelée Wiesel 1 MK
  - Wiesel 1A0 Mk : Version originale[2].
  - Wiesel 1A1 Mk : équipé du module de vision nocturne AOZ 2000 (Autonomes Optisches Zielgerät 2000) de STN Atlas Elektronik, le module comprend un système d'imagerie thermique de deuxième génération[2].
  - Wiesel 1A2 Mk : 3e lot du Wiesel 1 MK 20. Il est équipé d'un système d'imagerie thermique de troisième génération, le PERI Z17 BM48 WBG, il possède un grossissement x4 ou x8. L'imagerie thermique peut être utilisée dans deux champs, l'un large de 8,8° x 6,6° et l'autre étroit de 2,6° x 2°[2].
  - Wiesel 1A3 Mk : équipé du AOZ 2000 et du système d'information, de commandement et de contrôle du champ de bataille Führungsinformationssystem Heer (FülnfoSysH)[2].
  - Wiesel 1A4 Mk : équipé du PERI Z17 BM48 WBG et du système d'information, de commandement et de contrôle du champ de bataille Führungsinformationssystem Heer (FülnfoSysH)[2].
  - Wiesel 1A5 Mk : équipé d'un système d'imagerie thermique plus performant, d'un télémètre laser, un système informatique numérique Panther et du système de télémétrie et d'imagerie électro-optique EOPTRIS LR. Le conducteur dispose d'un nouveau poste de conduite, une caméra de recul et un plancher antimine furent installés[5],[6],[4],[7].

#### Wiesel 1TOW
Contrairement au Wiesel 1 MK, le Wiesel 1 TOW dispose d'un équipage de trois personnes. Il s'agit du commandant du véhicule, du chargeur et du conducteur. Le véhicule a un poids de combat de 2 846,5 kg, mesure 3,26 m de long et 1,82 m de large. Le TOW (Tube-Launched Optically Tracked Wire-Guided) est monté sur un support qui peut être élevé et utilisé par le commandant du véhicule, assis à gauche à l'arrière de la caisse, le chargeur se trouve à sa droite. Les deux sièges des soldats ont été montés sur les parois latérales du véhicule, sont équipés de ceintures de sécurité et peuvent être réglés en hauteur. Le toit au-dessus du compartiment de combat arrière est en fait une grande trappe dans laquelle ont été intégrées les deux trappes plus petites pour le chargeur et le commandant du véhicule. La grande trappe sert également de trappe de manutention des munitions par laquelle les missiles TOW filoguidés sont déplacés. L'unité de lancement du missile TOW est montée sur le toit de la caisse et comprend le tube de lancement, le viseur optique et le système d'imagerie thermique AN/TAS-4 qui peut être utilisé de jour comme de nuit et garantit que le Wiesel 1 TOW est parfaitement apte au combat nocturne. Le lanceur TOW est actionné par le commandant du véhicule, qui fait également office de tireur. Il peut faire pivoter le lanceur de +/- 45° et l'ajuster en élévation de +/- 10°. La charge de combat des missiles TOW transportés par le Wiesel 1 TOW est de sept missiles. Cinq d'entre eux sont stockés à l'intérieur du véhicule, un est transporté à l'arrière de la caisse et un est placé dans le tube de lancement,.
Le missile TOW a une portée de combat comprise entre 65 m et 3 750 m et peut percer tous les types de blindage connus. Le chargeur et le commandant du véhicule disposent chacun de deux périscopes pour surveiller le champ de bataille.
Le Fallschirmpanzerabwehrbataillon 272 à monter une MG3 sur leurs Wiesel 1A0 TOW, l'armement n'était pas dans le standard, la MG3 était montée devant la position du chargeur sur un affût à pivot spécialement conçu à cet effet. Les affûts ont été construits par le service de maintenance de l'unité. Par la suite, d'autres unités ont également équipé leurs Wiesel 1 TOW d'une mitrailleuse supplémentaire et un affût standardisé a été développé. Par conséquent, les véhicules équipés de la mitrailleuse supplémentaire reçurent la désignation Wiesel 1A1 TOW.

Le Wiesel 1A1 TOW était également équipé d'un nouveau type de siège à l'arrière, le 1A0 MK pouvant être relevé si cela s'avérait insuffisant. Certains Wiesel 1A1 sont désormais équipés d'un compartiment appelé "Stehentlastung". Cela permet au commandant du véhicule et au chargeur de rester plus longtemps debout dans les écoutilles ouvertes et d'observer le champ de bataille tout en réduisant la fatigue due à une longue station debout. Les sièges du Wiesel TOW ont également été équipés du système d'information, de commandement et de contrôle du champ de bataille Führungsinformationssystem Heer (FüInfoSysH). Les véhicules modifiés ont reçu la désignation Wiesel 1A2 TOW. 
En résumé :

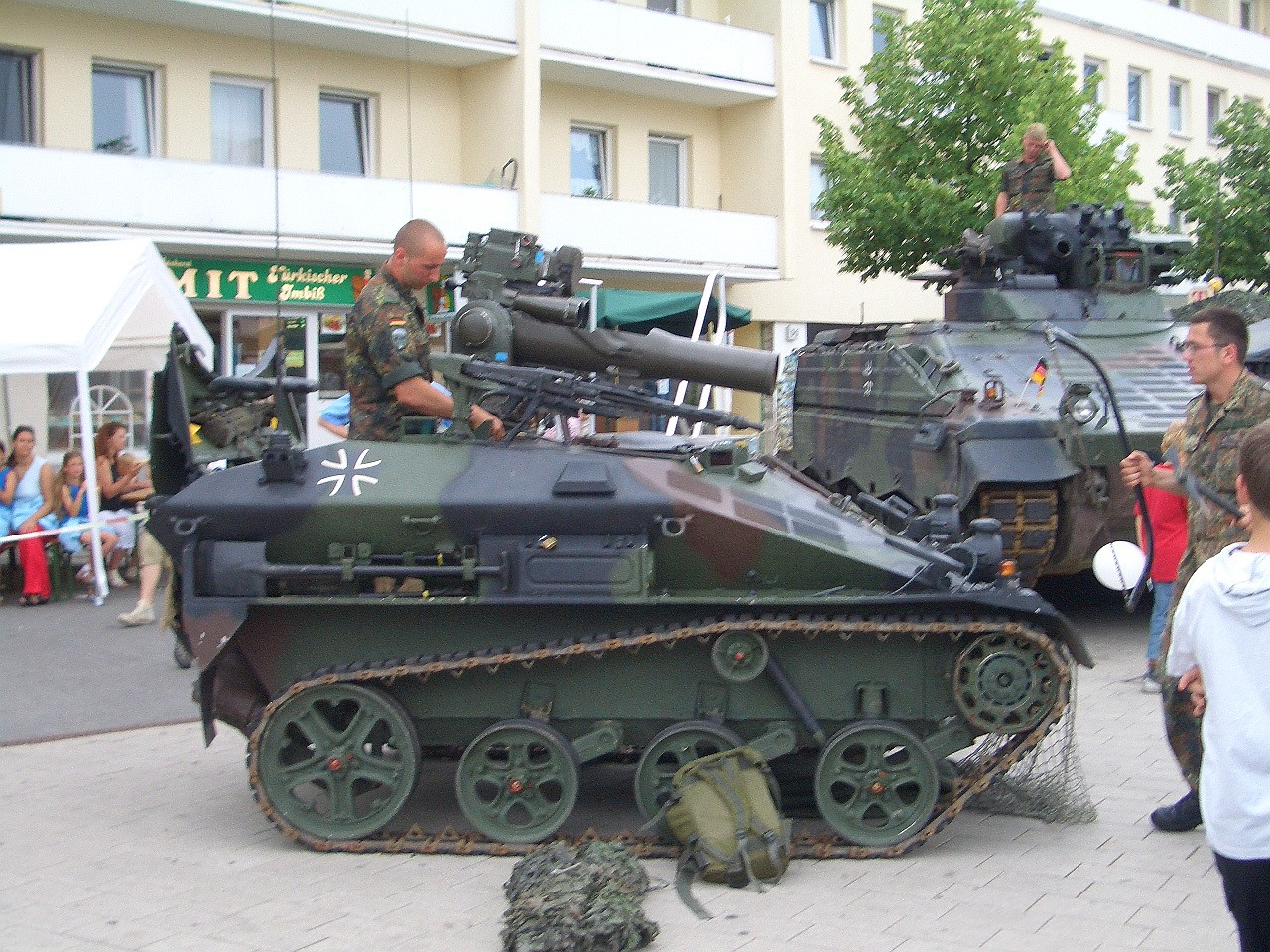
Wiesel 1A1 TOW

- Wiesel 1 TOW : version antichars avec un missile TOW.
  - Wiesel 1A0 TOW : Version originale[8].
  - Wiesel 1A1 TOW : équipé d'une MG3 et de sièges Stehentlastung[8].
  - Wiesel 1A2 TOW : équipé d'une MG3, nouveaux sièges Stehentlastung et FüInfoSysH[8].

#### Wiesel MELLS
Dans le cadre du VJTF 2019 (Very High Readiness Joint Task Force) le système MELLS a été intégré dans certains véhicules blindés, le Marder, le Puma et Wiesel 1, pour ce qui concerne le Wiesel 1, le MELLS doit remplacé le missile TOW. Les missiles sont fournis par la société EuroSpike, coentreprise créer par Diehl, Rheinmetall et Rafael,,,,.

#### Prototypes
- Wiesel 1 Mk25 : version équipée d'une tourelle à un homme Kuka E6-25[15]. Wiesel 1 MK30 : En 1999, le canon automatique RMK 30 de Mauser-Werke Oberndorf Waffensystem GmbH a fait une présentation à tirs réels durant le "Tag Der Infanterie" (jour de l'infanterie) organisé par le Infanterieschule der Bundeswehr à Hammelburg.
- Wiesel 1 BTM 208 : équipé d'une tourelle BTM208 SAMM, armé d'un MG3 et une mitrailleuse  M2HB
- Wiesel 1 ATM HOT : antichar muni d'un missile HOT
- Wiesel 1 HOT ATM : équipé avec une tourelle Euromissile HCT[16]
- Wiesel 1 HOT ATM : équipé avec une tourelle UTM-800
- Wiesel 1 HOT ATM : équipé d'un missile HOT monté sur la droite et d'un canon de 20 mm monté sur la gauche, le canon pouvait être remplacé par une mitrailleuse en calibre 12,7 mm ou un lance-grenades automatique. Le véhicule était équipé d'un système de caméra CCD, d'un télémètre laser et d'un système d'imagerie thermique. Le véhicule fût présenté une première fois aux portes ouvertes de la Luftlandebrigade 26 et sur le stand d'EADS au "Tag der Infanterie 2004[17].

- Wiesel 1 Radar : équipé avec radar RATAC
- Leichtes Flugabwehrsystem (LeFlaSys) : Un appel d'offres pour un système de défense antiaérienne basé sur le Wiesel 1, le véhicule sera connu sous le nom LeFlaSys pour système de défense aérienne léger. Le véhicule a été équipé du missile français Mistral. Cependant, le véhicule était seulement destiné à démontrer qu'il était possible d'intégrer des missiles sol-air sur la plateforme Wiesel 1. Nous retrouvons ce concept plus tard avec le Wiesel 2 Ozelot[18].

### Wiesel 2

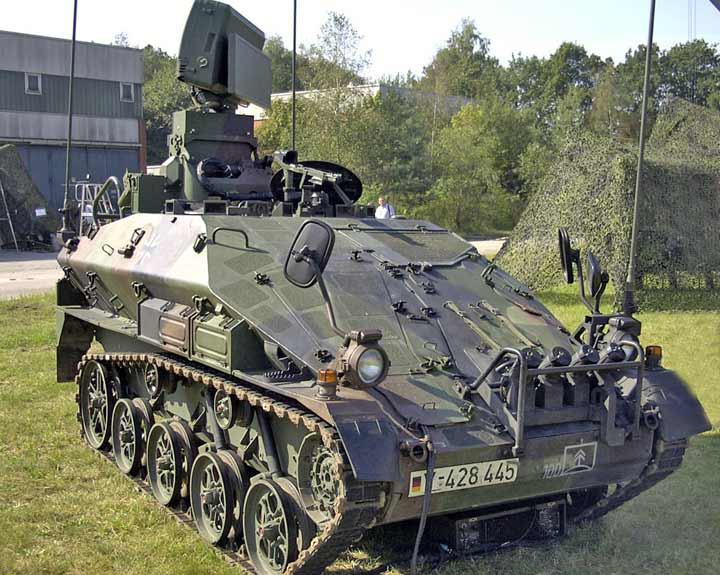
Wiesel 2 AFF

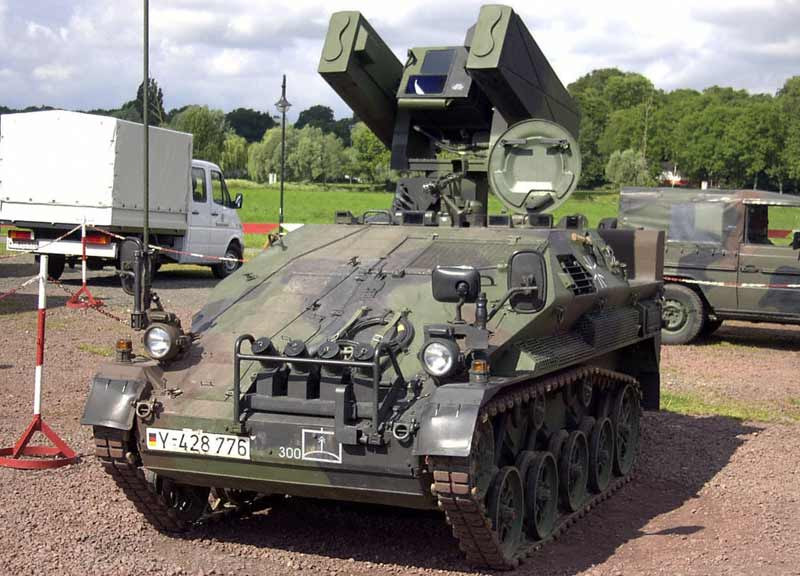
Wiesel 2 Ozelot : version antiaérien

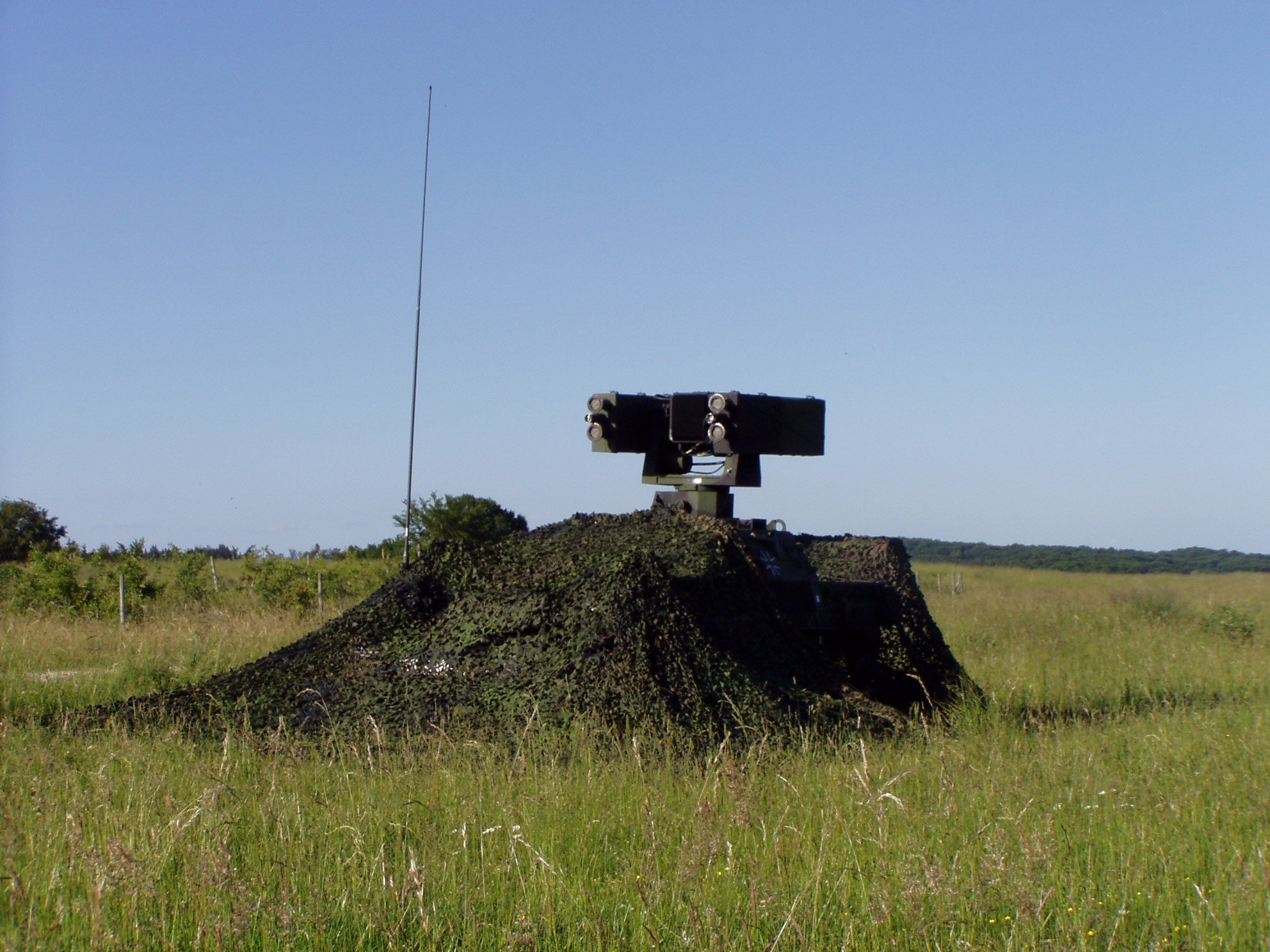
Wiesel 2 Ozelot avec camouflage

Le Wiesel 2 est une version allongée du Wiesel 1, avec un cinquième galet au niveau des chenilles. Le moteur a été remplacé par un Volkswagen de 1,9 l à quatre cylindres en ligne turbodiesel à injection directe et intercooler, ce qui donne 109 ch à 4 150 tr/min couplé à une nouvelle transmission automatique ZF. Il est plus gros que le Wiesel 1 (3,9 t en ordre de combat), plus autonome (400 km avec un réservoir de 120 l) et plus solide avec des fonctions avancées pour la protection de l'équipage, telles que les blindages améliorés et un système de conditionnement d'air qui protège l'équipage contre les armes biologiques, bactériologiques et chimiques.
- Wiesel 2 BF / UF : défense aérienne / unité de commandement
- Wiesel 2 AFF : équipé d'un radar de défense aérienne
- Wiesel 2 Ozelot : équipé avec des lance-missiles de défense aérienne Stinger. Opérant par 3 Wiesel, le lanceur, le radar et le PC.
- Wiesel 2 Sanitäts Trupp : Ambulance
- Wiesel 2 APC : 2 + 4 membres d'équipage - transport de troupes blindé
- Wiesel 2 Command : poste de commandement du bataillon
- Wiesel 2 mortier : mortier de 120 mm
  - Wiesel 2 mortier Variante 1 : version de mortier avec des supports externes
- Wiesel 2 Argus : la reconnaissance
- Wiesel 2 Carrier : ravitaillement en munitions
- Wiesel 2 Pioneer : reconnaissance du génie de combat
- Wiesel 2 Primus : reconnaissance et contrôle de tir
- Wiesel 2 ATM HOT : antichar équipé de missiles HOT
- Wiesel 2 SYRANO : système robotique de l'armée française

## Utilisateurs
- Allemagne a commandé 343 Wiesel 1 (210 avec canon de 20 mm et 133 version TOW) et 179 Wiesel 2 (148 livrés)
- États-Unis a commandé 7 Wiesel 1

## Dans la culture populaire
- Les Wiesel 1A4 MK, Wiesel 1A2 TOW et Wiesel 2 sont contrôlable dans War Thunder
- Les Wiesel 1 MK, Wiesel 1 TOW sont jouables dans Combat Mission: Shock Force
- Les Wiesel 1 MK20 et Wiesel 1 TOW sont jouables dans la série des Wargame
- Les Wiesel 1 TOW et ATM HOT avec tourelle UTM-800 sont contrôlables dans Armored Warfare
- Le Wiesel 1A1 TOW est contrôlable dans World of Tanks Modern Armor
- Le Wiesel 1 MK20 est visible dans War Rock

## Sources
1. 1 2 3 4 5 6  (en + de) Ralph Zwilling, Waffenträger WIESEL 1
Wiesel 1 - Mobile Weapon Platform, vol. No. 5022, Tankograd Publishing, 2008, 64 p., 21 x 29,7 cm, p. 58
2. 1 2 3 4 5 6 7 8 9 10 11 12 13  (en + de) Ralph Zwilling, Waffenträger WIESEL 1 : Wiesel 1 - Mobile Weapon Platform, vol. 5022, Tankograd Publishing, 2008, 64 p., 21 x 29,7 cm, p. 20 & 21
3. ↑  (en) David R. Haugh, Waffenträger "Wiesel", vol. No. 14, Darlington Productions, 1996, 24 p., p. 5
4. 1 2  (de) « Eingefangen: Bilder aus der Bundeswehr », sur www.bundeswehr.de, 8 décembre 2023 (consulté le 12 mars 2024)
5. ↑  (de) « Modernisierte Wiesel 1A5 MK in der Truppe angekommen », 22 janvier 2024 (consulté le 12 mars 2024)
6. ↑  Erstes Schießen mit Waffenträger Wiesel 1A5 MK. Soldatinnen & Soldaten vom #Fallschirmjägerregiment26 #Heer testen das leichte Luftlandefahrzeug in #Baumholder mit besserer Ausstattung. Neu: Wärmebildsystem & Laserentfernungsmesser sowie Minenschutz & Rücksichtssystem.
7. ↑  (de) « TELEFUNKEN RACOMS liefert neue Optronik für Aufklärungswiesel und Wiesel MK 20 », sur soldat-und-technik.de, 7 novembre 2019 (consulté le 12 mars 2024)
8. 1 2 3 4 5  (en + de) Ralph Zwilling, Waffenträger WIESEL 1
Wiesel 1 - Mobile Weapon Platform, Tankograd Publishing, 2008, 64 p., 21 x 29,7 cm
9. ↑  (de) Michael Scheibert, Waffenträger WIESEL 1 : Gepanzert und luftverlastbar, vol. No. Band 136, Podzun-Pallas-Verlag, 1992, 52 p., 21 x 29,7 cm (ISBN 3-7909-0437-6), p. 11
10. ↑  (de) « Panzerabwehrsystem MELLS – Mehrrollenfähiges leichtes Lenkflugkörper-System », sur soldat-und-technik.de, 18 mai 2021 (consulté le 14 mars 2024)
11. ↑  (de) « Deutsches Heer führt MELLS Schießkampagne durch », sur soldat-und-technik.de, 3 juin 2019 (consulté le 14 mars 2024)
12. ↑  (de) « Diehl Defence liefert Komponenten für Panzerabwehrsystem MELLS », sur soldat-und-technik.de, 18 mars 2021 (consulté le 14 mars 2024)
13. ↑  (de) « Panzerabwehr – Beschaffung zusätzlicher MELLS-Lenkflugkörper gebilligt », sur soldat-und-technik.de, 10 février 2021 (consulté le 14 mars 2024)
14. ↑  (de) ES&T Redaktion, « Bundeswehr beauftragt FFG mit der Modernisierung des Wiesel 1 », sur esut.de, 25 novembre 2019 (consulté le 14 mars 2024)
15. ↑  (en) Jane's ARMOUR AND ARTILLERY UPGRADES Formerly Jane's AFV Retrofit Systems 1995-1996, International Thomson Publishing Company, 1995, 655 p. (ISBN 0 7106 1255 9), p. 370
16. ↑  (en) Jane's Armour and Artillery 1990-1991, CHRISTOPHER F FOSS, 1990, 806 p. (ISBN 0 7106 0909 4), p. 226
17. ↑  (en + de) Ralph Zwilling, Waffenträger WIESEL 1
Wiesel 1 - Mobile Weapon Platform, vol. Nr. 5022, Tankograd Publishing, 2008, 64 p., 21 x 29,7 cm, p. 8
18. ↑  (en + de) Ralph Zwilling, Waffenträger WIESEL 1, vol. No. 5022, Tankograd Publishing, 2008, 64 p., 21 x 29,7 cm, p. 10